# Benzoesäure
Benzoesäure (IPA: [ˈbɛnt͜soeˌzɔɪ̯ʀə], anhörenⓘ) ist eine aromatische Carbonsäure und das  einfachste Mitglied der Gruppe der aromatischen Carbonsäuren. Sie ist eine schwache Säure und ein Vorläufer für die Synthese vieler wichtiger organischer Verbindungen. Sie besteht aus einem Phenylrest mit einer Carboxygruppe. Die Salze und Ester der Benzoesäure werden Benzoate genannt.

## Etymologie
Die Benzoesäure wurde nach ihrem Ausgangsmaterial, dem Benzoeharz, benannt. Diese Bezeichnung wiederum ist malaysischen Ursprungs und hieß ursprünglich lubân djawi = „Weihrauch von Java“. Mit der gleichnamigen Droge wanderte der Name nach Westen, zunächst in den Mittelmeerraum. Aus dem Fortfall des Anlautes lu- wurde über banjawi, beijoim, belzui, schließlich benzoe. Der Trivialname Benzoesäure wird dabei in der IUPAC-Nomenklatur beibehalten.

## Vorkommen
Als ein Hauptbestandteil des Harzes Benzoe ist Benzoesäure in Weihrauch – vorwiegend im russisch-orthodoxen Raum – enthalten. Benzoe ist das Harz zweier Baumarten aus der Gruppe der Storaxbaumgewächse (Styracaceae), der „Siam-Benzoe“ (Styrax tonkinensis) und der „Sumatra-Benzoe“ (Styrax benzoin), die beide in Südostasien beheimatet sind. Daneben findet sich Benzoesäure auch in Früchten, zum Beispiel im Paradiesapfel Malus pumila, Preiselbeeren (bis 0,24 % Gehalt), Himbeeren, Heidelbeeren und Pflaumen (Gehalt 0,1–0,2 %) und im Wehrsekret verschiedener Schwimmkäfer der Gattung Dytiscus. Weiterhin kommt Benzoesäure auch in vielen Lebensmitteln wie Milch und Milchprodukten sowie in Honig vor.

## Eigenschaften

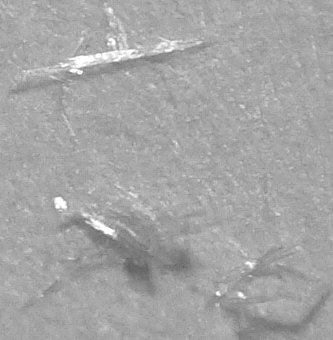
Kristalle (Nadeln) der Benzoesäure.

Benzoesäure bildet farblose, glänzende Blättchen oder nadelförmige Kristalle, die in kaltem Wasser nur wenig, in warmem Wasser dagegen besser löslich sind. Bei über 370 °C zersetzt sich Benzoesäure langsam in Benzol und Kohlenstoffdioxid (CO2). Benzoesäure hat einen intensiven Geruch und ist brennbar. Der Flammpunkt liegt bei 140 °C, die Zündtemperatur bei 570 °C.

## Darstellung
Benzoesäure kann über eine Grignard-Reaktion ausgehend von Brombenzol dargestellt werden. Das Brombenzol reagiert mit Magnesium zu Phenylmagnesiumbromid, welches mit Kohlenstoffdioxid zu C6H5COOMgBr und schließlich durch Zugabe einer Salzsäurelösung zu Benzoesäure reagiert.
Ferner kann Benzoesäure durch Carboxylierung von Benzol mittels Phosgen und Aluminiumtrichlorid (AlCl3) als Katalysator dargestellt werden. Diese Reaktion besteht aus einer Friedel-Crafts-Acylierung und anschließender Hydrolyse des Zwischenprodukts Benzoylchlorid:
Technisch erfolgt eine Oxidation von Toluol mit Braunstein und Schwefelsäure in Gegenwart von Mangannaphthenat, oder durch die Reaktion mit Kaliumpermanganat. Industriell wird heute Toluol mit Sauerstoff in der Gasphase in Gegenwart von Katalysatoren wie Vanadiumpentoxid oxidiert.
Im Labor kann Benzoesäure ausgehend von Natriumbenzoat synthetisiert werden. In Gegenwart von Salzsäure oder Essigsäure reagiert Natriumbenzoat zur Benzoesäure und Natriumchlorid bzw. Natriumacetat:

## Verwendung
Benzoesäure wird bei der Herstellung von Benzoesäureestern gebraucht, die in der Parfümindustrie als Duftstoffe (wie Benzoesäureethylester) oder als Biozide (beispielsweise Benzoesäurebenzylester) Anwendung finden. Auch bestimmte Lokalanästhetika sind Ester der Benzoesäure. Außerdem wird Benzoesäure für Weichmacher, bei der Darstellung von Benzoylverbindungen, wie Benzoylchlorid und Dibenzoylperoxid, verwendet.
In der Lebensmittelindustrie wird Benzoesäure (E 210) als Konservierungsmittel in Fischprodukten, Sauerkonserven und Obstprodukten eingesetzt, wo sie das Wachstum von Schimmelpilzen hemmt. Hefen, die als Kontaminanten z. B. in Erfrischungsgetränken auftreten können, werden ebenfalls unterdrückt. Wegen besserer Löslichkeit ist eher die Verwendung der Salze üblich: Natriumbenzoat (E 211), Kaliumbenzoat (E 212), Calciumbenzoat (E 213).
Außerdem ist Benzoesäure in der europäischen Union als Futtermittelzusatzstoff für Mastschweine zugelassen.
Weiterhin wird Benzoesäure häufig als Konservierungsstoff in Tabakprodukten verwendet. Die deutsche und die Schweizer Tabakverordnung gestattet den Einsatz von Benzoesäure und Natriumbenzoat.
Benzoesäure wird zur Behandlung von Hautpilzen eingesetzt und ist gemäß deutscher Kosmetik-Verordnung zur Konservierung von Kosmetika zugelassen. Die bakteriostatische und fungistatische Wirkung beruht auf dem Hemmeffekt gegenüber Enzymen, die reaktive Sauerstoffspezies abbauen (Katalase und Peroxidase), wodurch eine Wasserstoffperoxid-Ansammlung in den Zellen der Mikroorganismen erzeugt wird. Diese führt letztlich zu deren Absterben.
In der Umweltbeobachtung werden Bodenfallen mit gesättigter Benzoesäurelösung gefüllt, um erfasste Lebewesen wie Insekten oder Schnecken zu töten und bis zur nächsten Leerung zu fixieren.
Benzoesäure ist eine Urtitersubstanz nach Arzneibuch.

## Toxikologie
Benzoesäure ist ein lungenschädigender Stoff und kann asthmaartige Symptome hervorrufen. Als Reinstoff wirkt sie ätzend und kann schwere Augenschäden verursachen.
Im Zusammenhang mit Konzentrationsproblemen und Hyperaktivität bei Kindern konnten keine kausalen Zusammenhänge mit der Aufnahme des Zusatzstoffes gezeigt werden. Die beobachteten Effekte seien wenn dann nur sehr gering und es konnte kein biologischer Mechanismus abgeleitet werden, der etwaige Effekte erklären könnte. Die EFSA sah von einer Neubewertung ab.
Das BfR wies 2006 auf eine mögliche Bildung einer geringen Menge krebserzeugenden Benzols aus Benzoesäure in Verbindung mit Ascorbinsäure (Vitamin C) in Erfrischungs- und Fruchtsäften unter bestimmten Bedingungen (Gegenwart von Metallionen, bestimmter pH-Wert) hin. Allerdings sei die Benzolmenge, die täglich unweigerlich über die Atemluft aufgenommen wird, um ein vielfaches höher (96 bis 99 % der Gesamtaufnahme). 2013 berichtete das BfR, dass die Getränkeindustrie diese Bedingungen inzwischen vermeidet und zudem auf die Zugabe von Benzoesäure weitgehend verzichtet.